# Distretto di Lao Ngam
Il distretto di Lao Ngam è uno degli otto distretti (mueang) della provincia di Salavan, nel Laos. Ha come capoluogo la città di Lao Ngam.